# Génie (Disney)
Pour les articles homonymes, voir Génie.
Le Génie est un personnage de fiction qui est apparu pour la première fois en 1992 dans le long métrage d'animation Aladdin. Il est inspiré du personnage homonyme du conte des Mille et Une Nuits, Aladin ou la lampe merveilleuse. Le personnage apparaît dans les suites du film sorties directement en vidéo : Le Retour de Jafar (1994) et Aladdin et le Roi des voleurs (1996) ainsi qu'une série télévisée, Aladdin (1994-1995) et des bandes dessinées.
Dans Le Retour de Jafar (1994), le Génie revient à Agrabah, se disant que le monde n'est rien sans Aladdin et Jasmine, ses amis de toujours, et qu'il ne peut vivre sans eux. Il est emprisonné, plus tard, par le « nouveau » Jafar dans le jardin du palais aux côtés d'Abu. Après avoir été libéré par Iago, le Génie informe Aladdin que le seul moyen de se débarrasser de Jafar est de détruire sa lampe avant que celui-ci ne fasse lui-même, le souhait d'être libre. Le Génie aidera ensuite Aladdin, se métamorphosant en celui-ci dans le but de confondre désespérément Jafar, dans la dernière bataille.

## Personnalité
Il adore les blagues et gags visuels en tout genre. Son domaine de prédilection est certainement l'humour dont il use et abuse, surtout pour ridiculiser les tyrans. Il est vieux comme le monde. Son désir le plus cher serait tout simplement d'être libre et par ce fait ne plus obéir aux ordres d'un maître, désir qu'il arrivera à réaliser grâce à l'aide de son ami Aladdin.

## Pouvoirs
À l'image des djinns, le Génie est un esprit bleu pouvant se métamorphoser à volonté, changeant de forme aussi vite que l'éclair. Comme la plupart des représentations populaires de génies, le Génie de Disney est à l'origine un esclave. Bien qu'il possède « des pouvoirs cosmiques phénoménaux », il demeure à l’intérieur de la lampe magique et ne peut utiliser ses pouvoirs que lorsque le propriétaire de la lampe (son maître) fait un vœu. Néanmoins, il peut, dans certains cas, agir librement, sans intervention de son maître, mais jamais rien qui influe beaucoup sur le monde qui l'entoure. L'expression utilisée est d'ailleurs : « Des pouvoirs cosmiques phénoménaux... Dans un vrai mouchoir de poche ». 
Il est également lié par les « trois lois des génies » :
1. Il ne peut tuer qui que ce soit.
2. Il ne peut rendre les gens amoureux.
3. Il ne peut ressusciter les morts.

Chaque maître a la possibilité de formuler trois vœux, et ne peut dépasser ce montant. Au cours du premier film, Aladdin, qui entre en possession de la lampe utilisera son troisième et dernier souhait pour accorder au Génie sa liberté.
Le Génie est l'un des personnages majeurs les plus puissants de l'univers Disney montré jusqu'ici. Comme le montre le premier film, il pourrait facilement casser les lois de la nature, se transformer en presque n'importe quoi, rompre le quatrième mur, déformer la réalité à son gré, lever le palais d'Agrabah sans aucun problème, donner à d'autres son pouvoir, et échapper à une grotte magiquement scellée. En dehors des trois limitations citées plus haut, il était pratiquement omnipotent.
Après avoir obtenu sa liberté, il n'est pas clair que ces limitations soient encore appliquées, bien qu'il ait déclaré qu'il avait subi une réduction du pouvoir en raison de sa nouvelle liberté, décrivant ses pouvoirs actuels en tant que «pouvoir semi-phénoménal, presque cosmique» par opposition à son précédent "pouvoir cosmique phénoménal".  En raison de son état affaibli par opposition à la puissance totale de Jafar, le génie Jafar l'a vaincu lors de son numéro musical ainsi que dévié toutes ses attaques magiques. Cependant, il a encore une quantité illimitée de connaissances magiques et toutes ses capacités de changement de forme. Il a aussi un pouvoir magique élevé, mais n'a pas pu défaire certaines formes de magie. Il a été révélé dans le Retour de Jafar qu'il peut aussi imiter de façon impeccable les voix et les apparences des autres, comme on le voit quand il se transforme en Aladdin dans la tentative finalement échouée de distraire Jafar alors que le véritable Aladdin saisit la lampe de ce dernier.

## Les vœux
- Lors du premier film, le Génie exauce trois vœux pour Aladdin :
  - Le premier est de faire de lui un prince.
  - Le deuxième est de le sauver d'une mort certaine à la suite d'une noyade. Bien qu'Aladdin n'ait pas « clairement » dit qu'il souhaitait que le Génie le sauve, ce « pseudo-vœu » se voit exaucé car le Génie ne put (faute d'amitié) rester de marbre devant le sort d'Aladdin.
  - Le troisième vœu est la libération du Génie.
- Lors du premier film, Jafar entre en possession de la lampe magique et profite également de trois vœux :
  - Le premier est d'être nommé sultan.
  - Le deuxième est de devenir le plus puissant sorcier de l'univers.
  - Le troisième, influencé par Aladdin, est d'être transformé en le plus puissant génie du monde, ce qui le conduit directement à sa propre perte.
- N'ayant pas connaissance des trois règles, Jafar demande au Génie de rendre Jasmine éperdument amoureuse de lui.

## Apparence
- L'animateur responsable du Génie est Eric Goldberg.

## Interprètes
- Voix originales : Robin Williams (Aladdin et Aladdin et le Roi des voleurs), Dan Castellaneta (autres apparitions) et Will Smith dans le remake du film d'animation de 1992
- Voix allemande : Peer Augustinski
- Voix brésilienne : Márcio Simões
- Voix danoise : Preben Kristensen
- Voix finnoise : Vesa-Matti Loiri
- Voix espagnoles : Josema Yuste (Aladdin et Le Retour de Jafar) et Pep Antón Muñoz (autres apparitions)
- Voix françaises : Richard Darbois et Anthony Kavanagh dans le remake du film d'animation de 1992
- Voix italienne : Gigi Proietti
- Voix japonaise : Kōichi Yamadera
- Voix néerlandaise : Pierre Bokma
- Voix polonaise : Krzysztof Tyniec
- Voix portugaise : Rui Oliveira
- Voix québécoises : Mario Desmarais et Vincent Potel (chant)
- Voix suédoise : Dan Ekborg

## Chansons interprétées par le Génie
- Je suis ton meilleur ami (Friend Like Me en version originale ou Un ami comme moi au Québec) dans Aladdin
- Prince Ali avec Chœurs dans Aladdin
- Un Ami (Nothing Like a Friend) dans Le Retour de Jafar
- C'est la fantasia à Agrabah (There's a Party Here in Agrabah ou  Y'a un bal ici à Agrabah au Québec) avec le Roi des voleurs, Jasmine, Aladdin, Iago, le Sultan et Chœur dans Aladdin et le Roi des voleurs
- Un père et un fils (Father and Son ou Tel père, tel fils au Québec) avec Cassim et Aladdin dans Aladdin et le Roi des voleurs

## Caractéristiques particulières
- C'était la première fois avec Robin Williams qu'un grand film d'animation américain incluait une star dans sa distribution en tant qu'élément de promotion.
- Robin Williams a tellement improvisé qu'il y eut plus de 16 heures d'enregistrement, alors que le film ne dure qu'une heure et demie[3]. Il a cependant accepté d'être payé au plus bas salaire d'un acteur de studio, à la condition que sa voix ne soit pas utilisée pour du merchandising et que le Génie occupe moins de 25 % de la place sur les affiches et dans les bandes-annonces. Ces règles n'ayant pas été respectées, Robin Williams s'est brouillé avec la Walt Disney Company. Il n'apparaît donc ni dans la suite Le Retour de Jafar, ni dans la série télé Aladdin où il est remplacé par Dan Castellaneta[4]. Pour tenter de se faire pardonner, Michael Eisner, président de Disney, lui a offert un Picasso que l'acteur a refusé. Ce n'est qu'après le départ de Jeffrey Katzenberg, un des producteurs d'Aladdin, que des excuses publiques et des promesses amenèrent Robin Williams à revenir. Les enregistrements déjà réalisés par Dan Castellaneta pour Aladdin et le Roi des voleurs furent entièrement refaits pour permettre à Robin Williams d'y participer[5].
- Avec Iago, le Génie est un des personnages les plus reconnus de l'univers d'Aladdin.
- Le Génie, au fil des films, surprend toujours avec sa grande capacité de transformations Dans le premier film, la tête du Génie se transforme brièvement en celle de Pinocchio (1940). Il fait aussi un petit clin d'œil à Rodney Dangerfield dans la scène où le Tapis le bat aux échecs. Dans le troisième opus, ses imitations sont plus nombreuses que jamais. On retrouve notamment : la fée Clochette, Henri de Toulouse-Lautrec, Rocky Balboa, Don King, madame Doubtfire, Elvis Presley, Woody Allen, les Marx Brothers, le Lapin blanc d'Alice au pays des merveilles, Pocahontas, Bing Crosby, Bob Hope, Ozzie Nelson, Forrest Gump, Pumbaa du Roi lion, Mickey Mouse dans une parodie de Steamboat Willie, Vito Corleone, RoboCop, Pluto, Matlock, Albert Einstein, John Rambo … On peut même le voir transformer Jasmine en Cendrillon et Blanche-Neige.

## Réutilisation
Le Génie est cité dans la série télévisée d'animation Descendants : Génération méchants, diffusée sur Disney Channel. Dans cette série dérivée du téléfilm Descendants, qui met en scène les enfants de plusieurs héros et méchants de l'univers Disney, on apprend que le Génie a eu une fille, Jordan, doublée par Ursula Taherian.